# 정미애
정미애(鄭美愛, 1982년 4월 24일 ~ )는 대한민국의 트로트 가수이다.

## 약력
대구광역시에서 태어나 20대 초중반부터 《전국노래자랑》에서 대상을 차지하였다. 2014년 JTBC 예능 《히든 싱어》 이선희 편에 <애기엄마 이선희>로 출연하여 3위를 차지하였다. 2015년 디지털 싱글 앨범 《미스트롯트 정미애》로 데뷔하였다. 2019년 《내일은 미스트롯》에서 마미부로 출연하여 준우승을 차지하였다.

## 음반
- 2015년 디지털 싱글 앨범 《미스트롯트 정미애》
- 꿀맛
- 인생길
- 걱정 붙들어 매

## 방송

### 예능
- JTBC 《히든 싱어》 - 애기엄마 이선희 (참가자)
- TV조선 《내일은 미스트롯》 - 참가자
- MBC 《미스터리 음악쇼 복면가왕》 - 엄 내노래 딜리셔스 인 뉴욕 아메리칸 핫도그 (우승자)
- KBS 1TV 《아침마당》 많아서 좋다! 소문난 다둥이네, 9012회 2021.11.15
- KBS 1TV 《TV쇼 진품명품》- 쇼감정단, 1402회 2023.12.10
- KBS 2TV 《슈퍼맨이 돌아왔다》
- KBS 1TV 《6시 내고향》오늘은 영업중 고향살롱 진행중 2025.04.07~

### 드라마
- 2020 SBS TV 금토드라마 《하이에나》 - 특별출연
- 2021 MBC 토요드라마 《이벤트를 확인하세요》 - 특별출연

## 수상
- 2005년 전국노래자랑 최우수상
- 2019년 TV조선 내일은 미스트롯 2위